# کمبریلز
کمبریلز شهری ساحلی در ناحیهٔ بایش کمپ در استان تاراگنای کاتالونیا در کشور اسپانیا است.